# Juan Antonio Jiménez
Pour les articles homonymes, voir Jiménez.
Juan Antonio Jiménez Cobo, né le 11 mai 1959 à Castro del Río, est un cavalier de dressage espagnol.
Il dispute deux éditions des Jeux olympiques, en 2000 et en 2004. C'est lors de ses derniers Jeux en 2004 qu'il remporte une médaille d'argent en dressage par équipe.